# تور بالای دنیا: زنده
«تور بالای دنیا: زنده» آلبومی از دیکسی چیکس است که در سال ۲۰۰۳ میلادی منتشر شد.